# Mandy Barnett
Amanda Carol Barnett (Crossville, 28 settembre 1975) è una cantante e attrice teatrale statunitense.

## Biografia
Nel corso della sua carriera Mandy Barnett ha accumulato quattro ingressi nella Top Country Albums e tre nella Hot Country Songs. Attiva anche come attrice teatrale, dal 1994 interpreta Patsy Cline nel musical Always… Patsy Cline e ha recitato oltre 400 volte al Grand Ole Opry. Nell'agosto 2019 si è tenuta la sua prima esibizione cabaret.

## Discografia

### Album in studio
- 1996 – Mandy Barrett
- 1999 – I've Got a Right to Cry
- 2010 – Winter Wonderland
- 2011 – Sweet Dreams
- 2013 – I Can't Stop Loving You: The Songs of Don Gibson
- 2018 – Strange Conversation
- 2020 – A Nashville Songbook

### Raccolte
- 2006 – The Platinum Collection

### Singoli
- 1995 – An Unforgettable Voice
- 1996 – Now That's All Right with Me
- 1996 – Maybe
- 1996 – A Simple Love You
- 1999 – I've Got a Right to Cry
- 1999 – The Whispering Wind (Blows On By)
- 2014 – Blue Blue Day (con Alison Krauss)
- 2018 – More Lovin'
- 2018 – It's Alright (You're Just In Love)
- 2019 – The End of the World